# ألان فينلي
ألان فينلي (بالإنجليزية: Alan Finley)‏ هو لاعب كرة قدم بريطاني في مركز الدفاع، ولد في 10 ديسمبر 1967 في ليفربول في المملكة المتحدة. لعب مع نادي مارين ‏.